# Tomo Miličević

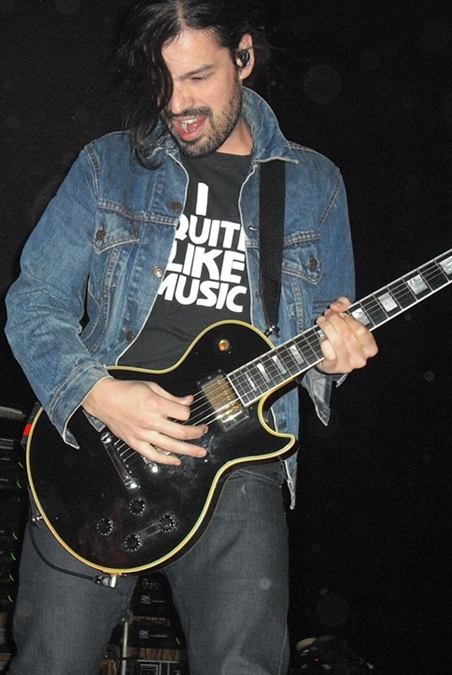
Tomo Miličević podczas koncertu w 2010 roku

Tomislav „Tomo” Miličević (ur. 3 września 1979 w Sarajewie) – chorwacki muzyk, były gitarzysta zespołu 30 Seconds to Mars. Z wykształcenia jest kucharzem i cukiernikiem. Specjalizował się w przygotowywaniu tortów weselnych. Przez kilka lat po ukończeniu szkoły pracował jako menadżer restauracji. Do zespołu 30 Seconds to Mars dołączył w 2003 roku. Brał udział w nagrywaniu drugiej płyty zespołu zatytułowanej A Beautiful Lie. Oficjalnie zakończył prace z zespołem 12 czerwca 2018.

## Rodzina
Jest młodszym bratem modelki i aktorki Ivany Milicević. W wieku ośmiu lat przeniósł się z rodziną do miasta Troy, niedaleko Detroit w stanie Michigan w Stanach Zjednoczonych. Kiedy miał 18 lat, jego rodzice otworzyli małą restaurację sieci Dunkin’ Donuts w Michigan, obecnie prowadzą małą rodzinną restaurację Roxbury Cafe w Los Angeles. Ma również młodszego o 3 lata brata Filipa. Jest mężem Victorii Bosanko, z którą wziął ślub na Krecie w lipcu 2011 roku.

## Upodobania muzyczne i kariera
Od trzeciego roku życia Tomo gra na skrzypcach, miał zostać liczącym się skrzypkiem, lecz kiedy odkrył heavy metal zapragnął grać na gitarze. Swoją muzykę zaczął pisać w wieku 17 lat. Pierwszym koncertem, na który poszedł, był koncert Nirvany. Jest leworęczny, ale na gitarze gra prawą ręką.
Od 2003 roku był gitarzystą zespołu 30 Seconds to Mars. Zanim dołączył do grupy, był jej wielkim fanem. 11 czerwca 2018 oficjalnie ogłosił na Twitterze odejście z zespołu.

## Instrumentarium

### Gitary
- Gibson Les Paul Custom Ebony
- Fender Jazzmaster

### Wzmacniacze
- Mesa Boogie Triple Rectifier

### Efekty
- Boss CH-1 Super Chorus
- Digitech Whammy
- Boss DD20 Giga Delay
- Boss FZ5 Fuzz
- Digitech Bad Monkey
- Boss Chromatic Tuner
- Boss BF3 Flanger
- Ernie Ball Volume Pedal
- Boss RC20XL Loop Station
- Boss Phase Shifter PH-3
- Boss Super Overdrive